# Ritterhuder Beeke
Die Ritterhuder Beeke ist ein rechter Nebenbach der Hamme in Ritterhude.
Sie entspringt in Ritterhude-Lesumstotel im Naturschutzgebiet Heerweger Moor und Quellbereiche der Ritterhuder Beeke, durch welches sie dann nach Südsüdosten fließt. Nach Verlassen des Naturschutzgebiets unterquert sie die Straße "Hüderbeek" (B 74), den Weg "An der Obermühle", die Straße "An der Untermühle", die Bahntrasse sowie die "Beekstraße", bis sie schließlich kurz vor deren Zusammenfluss mit der Wümme zur Lesum in die Hamme mündet. Ihr auf weiten Strecken begradigter Verlauf hat eine Länge von ca. 3,2 km.